# Feralia (bướm đêm)
Feralia là một chi bướm đêm thuộc họ Noctuidae.

## Các loài
- Feralia comstocki (Grote, 1874) - Comstock's Sallow
- Feralia deceptiva McDunnough, 1920
- Feralia februalis Grote, 1874
- Feralia jocosa (Guenée, 1852) - Jocose Sallow
- Feralia major J.B. Smith, 1890 - Major Sallow
- Feralia meadowsi Buckett, 1967, [1968]
- Feralia sauberi (Graeser, 1892)